# Temporada da MLS de 1998
A Major League Soccer de 1998 foi a terceira edição da MLS. Chicago Fire e Miami Fusion estrearam nesta temporada. Chicago se tornou o primeiro estreante a vencer a MLS Cup (excluindo-se 1996). 

## Estádios
| Chicago Fire       | Colorado Rapids    | Columbus Crew          | D.C. United          | Dallas Burn        | Kansas City Wizards |
| ------------------ | ------------------ | ---------------------- | -------------------- | ------------------ | ------------------- |
| Soldier Field      | Mile High Stadium  | Ohio Stadium           | RFK Memorial Stadium | Cotton Bowl        | Arrowhead Stadium   |
| Capacidade: 61 500 | Capacidade: 76 273 | Capacidade: 102 329    | Capacidade: 46 000   | Capacidade: 92 100 | Capacidade: 81 425  |
|                    |                    |                        |                      |                    |                     |
| Los Angeles Galaxy | Miami Fusion       | New England Revolution | NY/NJ MetroStars     | San Jose Clash     | Tampa Bay Mutiny    |
| Rose Bowl          | Lockhart Stadium   | Foxboro Stadium        | Giants Stadium       | Spartan Stadium    | Houlihan's Stadium  |
| Capacidade: 92 542 | Capacidade: 20 450 | Capacidade: 60 292     | Capacidade: 80 200   | Capacidade: 30 456 | Capacidade: 74 301  |
|                    |                    |                        |                      |                    |                     |

## Classificação

### Classificação das Conferências
| Conferência Leste |                                |     |    |    |     |    |    |    |     |
| #                 | Equipe                         | Pts | J  | V  | VSH | D  | GP | GC | SG  |
| 1                 | D.C. United                    | 58  | 32 | 17 | 7   | 8  | 81 | 51 | +30 |
| 2                 | Columbus Crew                  | 45  | 32 | 15 | 0   | 17 | 67 | 61 | +6  |
| 3                 | New York/New Jersey MetroStars | 39  | 32 | 12 | 3   | 17 | 57 | 63 | -6  |
| 4                 | Miami Fusion                   | 35  | 32 | 10 | 5   | 17 | 51 | 68 | -17 |
| 5                 | Tampa Bay Mutiny               | 34  | 32 | 11 | 1   | 20 | 47 | 62 | -15 |
| 6                 | New England Revolution         | 29  | 32 | 9  | 2   | 21 | 53 | 70 | -17 |

|  |                                |
|  | Classificados para os playoffs |

| Conferência Oeste |                     |     |    |    |     |    |    |    |     |
| #                 | Equipe              | Pts | J  | V  | VSH | D  | GP | GC | SG  |
| 1                 | Los Angeles Galaxy  | 68  | 32 | 22 | 2   | 8  | 85 | 44 | +41 |
| 2                 | Chicago Fire        | 56  | 32 | 18 | 2   | 12 | 62 | 45 | +17 |
| 3                 | Colorado Rapids     | 44  | 32 | 14 | 2   | 16 | 62 | 69 | -7  |
| 4                 | Dallas Burn         | 37  | 32 | 11 | 4   | 17 | 43 | 59 | -16 |
| 5                 | San Jose Clash      | 33  | 32 | 10 | 3   | 19 | 48 | 60 | -12 |
| 6                 | Kansas City Wizards | 32  | 32 | 10 | 2   | 20 | 45 | 50 | -5  |

|  |                                |
|  | Classificados para os playoffs |

### Classificação Geral
| Major League Soccer |                                |     |    |    |     |    |    |    |     |
| #                   | Equipe                         | Pts | J  | V  | VSH | D  | GP | GC | SG  |
| 1                   | Los Angeles Galaxy             | 68  | 32 | 22 | 2   | 8  | 85 | 44 | +41 |
| 2                   | D.C. United                    | 58  | 32 | 17 | 7   | 8  | 74 | 48 | +26 |
| 3                   | Chicago Fire                   | 56  | 32 | 18 | 2   | 12 | 62 | 45 | +17 |
| 4                   | Columbus Crew                  | 45  | 32 | 15 | 0   | 17 | 67 | 56 | +11 |
| 5                   | Colorado Rapids                | 44  | 32 | 14 | 2   | 16 | 62 | 69 | -7  |
| 6                   | New York/New Jersey MetroStars | 39  | 32 | 12 | 3   | 17 | 54 | 63 | -9  |
| 7                   | Dallas Burn                    | 37  | 32 | 11 | 4   | 17 | 43 | 59 | -16 |
| 8                   | Miami Fusion                   | 35  | 32 | 10 | 5   | 17 | 46 | 68 | -22 |
| 9                   | Tampa Bay Mutiny               | 34  | 32 | 11 | 1   | 20 | 46 | 57 | -11 |
| 10                  | San Jose Clash                 | 33  | 32 | 10 | 3   | 19 | 48 | 60 | -12 |
| 11                  | Kansas City Wizards            | 32  | 32 | 10 | 2   | 20 | 45 | 50 | -5  |
| 12                  | New England Revolution         | 29  | 32 | 9  | 2   | 21 | 53 | 66 | -13 |

|  |                                                       |
|  | MLS Supporters' Shield, Classificado para os playoffs |
|  | Classificados para os playoffs                        |

## Playoffs
|  | Semi-Finais de Conferência | Semi-Finais de Conferência     | Semi-Finais de Conferência | Semi-Finais de Conferência | Semi-Finais de Conferência |   |               | Finais de Conferência | Finais de Conferência | Finais de Conferência | Finais de Conferência | Finais de Conferência |  |  | MLS Cup '98 | MLS Cup '98 | MLS Cup '98 | MLS Cup '98 | MLS Cup '98 | MLS Cup '98 | MLS Cup '98 |
|  |                            |                                |                            |                            |                            |   |               |                       |                       |                       |                       |                       |  |  |             |             |             |             |             |             |             |
|  | 1                          | D.C. United                    | 2                          | 0 (3)                      | −                          |   |               |                       |                       |                       |                       |                       |  |  |             |             |             |             |             |             |             |
|  | 4                          | Miami Fusion                   | 1                          | 0 (2)                      | −                          |   |               |                       |                       |                       |                       |                       |  |  |             |             |             |             |             |             |             |
|  | 4                          | Miami Fusion                   | 1                          | 0 (2)                      | −                          |   | 1             | D.C. United           | 3                     | 2                     | 3                     |                       |  |  |             |             |             |             |             |             |             |
|  | Conferência Leste          |                                |                            |                            |                            |   | 1             | D.C. United           | 3                     | 2                     | 3                     |                       |  |  |             |             |             |             |             |             |             |
|  |                            | 2                              | Columbus Crew              | 2                          | 4                          | 0 |               |                       |                       |                       |                       |                       |  |  |             |             |             |             |             |             |             |
|  | 2                          | 2                              | Columbus Crew              | 2                          | 4                          | 0 | Columbus Crew | 5                     | 0 (3)                 | −                     |                       |                       |  |  |             |             |             |             |             |             |             |
|  | 2                          |                                |                            |                            |                            |   | Columbus Crew | 5                     | 0 (3)                 | −                     |                       |                       |  |  |             |             |             |             |             |             |             |
|  | 3                          | New York/New Jersey MetroStars | 3                          | 0 (2)                      | −                          |   |               |                       |                       |                       |                       |                       |  |  |             |             |             |             |             |             |             |
|  |                            |                                |                            |                            |                            |   |               |                       |                       |                       |                       |                       |  |  | L1          | D.C. United | 0           |             |             |             |             |
|  |                            |                                | O2                         | Chicago Fire               | 2                          |   |               |                       |                       |                       |                       |                       |  |  |             |             |             |             |             |             |             |
|  | 1                          | Los Angeles Galaxy             | 6                          | 3                          | −                          |   |               |                       |                       |                       |                       |                       |  |  |             |             |             |             |             |             |             |
|  | 4                          | Dallas Burn                    | 1                          | 2                          | −                          |   |               |                       |                       |                       |                       |                       |  |  |             |             |             |             |             |             |             |
|  | 4                          | Dallas Burn                    | 1                          | 2                          | −                          |   | 1             | Los Angeles Galaxy    | 0                     | 1 (1)                 | −                     |                       |  |  |             |             |             |             |             |             |             |
|  | Conferência Oeste          |                                |                            |                            |                            |   | 1             | Los Angeles Galaxy    | 0                     | 1 (1)                 | −                     |                       |  |  |             |             |             |             |             |             |             |
|  |                            | 2                              | Chicago Fire               | 1                          | 1 (2)                      | − |               |                       |                       |                       |                       |                       |  |  |             |             |             |             |             |             |             |
|  | 2                          | 2                              | Chicago Fire               | 1                          | 1 (2)                      | − | Chicago Fire  | 2                     | 1                     | −                     |                       |                       |  |  |             |             |             |             |             |             |             |
|  | 2                          |                                |                            |                            |                            |   | Chicago Fire  | 2                     | 1                     | −                     |                       |                       |  |  |             |             |             |             |             |             |             |
|  | 3                          | Colorado Rapids                | 1                          | 0                          | −                          |   |               |                       |                       |                       |                       |                       |  |  |             |             |             |             |             |             |             |

## Semi-Finais de Conferência
Conferência Leste
Jogo 1
| 30 de setembro | D.C. United | 2 – 1 | Miami Fusion | RFK Stadium, Washington D.C. |
|                |             |       |              | Público: 15 187              |

Jogo 2
| 04 de outubro | Miami Fusion | 0 – 0 | D.C. United | Lockhart Stadium, Fort Lauderdale |
|               |              |       |             | Público: 13 128                   |

|  |       | Penalidades |
|  | 2 - 3 |             |

- D.C. United venceu a série por 2 - 0, e avançou a final da conferência.

## 
Jogo 1
| 30 de setembro | Columbus Crew | 5 – 3 | NY/NJ MetroStars | Ohio Stadium, Columbus |
|                |               |       |                  | Público: 8 272         |

Jogo 2
| 03 de outubro | NY/NJ MetroStars | 1 – 1 | Columbus Crew | Giants Stadium, East Rutherford |
|               | Ramos 13'        |       | 22' John      | Público: 11 686                 |

|  |       | Penalidades |
|  | 2 - 3 |             |

- Columbus Crew venceu a série por 2 - 0, e avançou a final da conferência.

Conferência Oeste
Jogo 1
| 01 de outubro | Los Angeles Galaxy                                                                    | 6 – 1 | Dallas Burn          | Rose Bowl, Pasadena |
|               | Danny Pena 10', 69' · Hermosillo 16', 32' · Mauricio Cienfuegos 20' · Wélton Melo 41' |       | 47' Dante Washington | Público: 10 047     |

Jogo 2
| 04 de outubro | Dallas Burn                  | 2 – 3 | Los Angeles Galaxy                                | Cotton Bowl, Dallas |
|               | Brian Haynes 44' · Kreis 48' |       | 80' Ezra Hendrickson · 85' Caligiuri · 88' Mathis | Público: 8 130      |

- Los Angeles Galaxy venceu a série por 2 - 0, e avançou a final da conferência.

Jogo 1
| 01 de outubro | Chicago Fire     | 1 – 1 | Colorado Rapids  | Soldier Field, Chicago |
|               | Kubík (pên.) 50' |       | 79' Waldir Sáenz | Público: 12 610        |

|  |       | Penalidades |
|  | 3 - 2 |             |

Jogo 2
| 05 de outubro | Colorado Rapids | 0 – 1 | Chicago Fire     | Mile High Stadium, Denver |
|               |                 |       | 24' Kubík (pên.) | Público: 6 582            |

- Chicago Fire venceu a série por 2 - 0, e avançou a final da conferência.

## Finais de Conferência
Conferência Leste
Jogo 1
| 11 de outubro | D.C. United                 | 2 – 0 | Columbus Crew | Robert F. Kennedy Memorial Stadium, Washington, D.C. |
|               | Sanneh 68' · Etcheverry 78' |       |               | Público: 15 187                                      |

Jogo 2
| 18 de outubro | Columbus Crew                           | 4 – 2 | D.C. United                   | Ohio Stadium, Columbus |
|               | McBride 8', 47' · Dooley 37' · John 81' |       | 65' Sanneh · 77' Roy Lassiter | Público: 13 193        |

Jogo 3
| 21 de outubro | D.C. United                       | 3 – 0 | Columbus Crew | Robert F. Kennedy Memorial Stadium, Washington, D.C. |
|               | Agoos 12' · Roy Lassiter 44', 79' |       |               | Público: 21 453                                      |

- D.C. United venceu a série por 2 - 1, e avançou a MLS Cup '98.

## 
Conferência Oeste
Jogo 1
| 10 de outubro | Los Angeles Galaxy | 0 – 1 | Chicago Fire     | Rose Bowl, Pasadena |
|               |                    |       | 86' Jesse Marsch | Público: 25 107     |

Jogo 2
| 16 de outubro | Chicago Fire    | 1 – 1 | Los Angeles Galaxy | Soldier Field, Chicago |
|               | Piotr Nowak 31' |       | 37' Danny Pena     | Público: 32 744        |

|  |       | Penalidades |
|  | 2 - 1 |             |

- Chicago Fire venceu a série por 2 - 0, e avançou a MLS Cup '98.

## MLS Cup '98
| 25 de outubro de 1998 | Chicago Fire                              | 2 – 0 | D.C. United | Rose Bowl, Pasadena                  |
|                       | Jerzy Podbrożny 29' · Diego Gutiérrez 45' |       |             | Público: 51 350 Árbitro: Kevin Terry |

## Campeões do Ano
- MLS Cup - Chicago Fire
- MLS Supporters' Shield - Los Angeles Galaxy
- U.S. Open Cup - Chicago Fire

## Competições Internacionais
Copa dos Campeões da CONCACAF
- D.C. United
Derrotou o  Joe Public F.C. por 8 - 0 (Quartas-de-Final).
Derrotou o  Club León por 2-0 (Semifinal).
Derrotou o  Toluca por 1 - 0 (Final).

- Colorado Rapids
Derrotado pelo  Club León por 4 - 3 no agregado (Qualificação).

Copa Interamericana
- D.C. United
Derrotou o  Vasco da Gama por 2 - 1 no agregado.

## Premiações

### Jogador da Semana
| Semana    | Jogador da Semana | Clube               |
| --------- | ----------------- | ------------------- |
| Semana 1  | Cobi Jones        | Los Angeles Galaxy  |
| Semana 2  | Cobi Jones        | Los Angeles Galaxy  |
| Semana 3  | Frank Klopas      | Chicago Fire        |
| Semana 4  | Jason Farrell     | Columbus Crew       |
| Semana 5  | Stern John        | Columbus Crew       |
| Semana 6  | Paul Bravo        | Colorado Rapids     |
| Semana 7  | Tony Meola        | NY/NJ MetroStars    |
| Semana 8  | Cobi Jones        | Los Angeles Galaxy  |
| Semana 9  | Vitalis Takawira  | Kansas City Wizards |
| Semana 10 | Peter Nowak       | Chicago Fire        |
| Semana 11 | Stern John        | Columbus Crew       |
| Semana 12 | Jerzy Podbrożny   | Chicago Fire        |
| Semana 13 | Zach Thornton     | Chicago Fire        |
| Semana 14 | Roman Kosecki     | Chicago Fire        |
| Semana 15 | Luboš Kubík       | Chicago Fire        |
| Semana 16 | John Harkes       | D.C. United         |
| Semana 17 | Roy Lassiter      | D.C. United         |
| Semana 18 | Marco Etcheverry  | D.C. United         |
| Semana 19 | Cobi Jones        | Los Angeles Galaxy  |
| Semana 20 | Stern John        | Columbus Crew       |
| Semana 21 | Cobi Jones        | Los Angeles Galaxy  |
| Semana 22 | Diego Serna       | Miami Fusion        |
| Semana 23 | Carlos Hermosillo | Los Angeles Galaxy  |
| Semana 24 | Josh Wolff        | Chicago Fire        |
| Semana 25 | Diego Serna       | Miami Fusion        |

### Jogador do Mês
| Mês      | Jogador do Mês | Clube              |
| -------- | -------------- | ------------------ |
| Março    | Cobi Jones     | Los Angeles Galaxy |
| Abril    | Juergen Sommer | Columbus Crew      |
| Maio     | Peter Nowak    | Chicago Fire       |
| Junho    | Ross Paule     | Colorado Rapids    |
| Julho    | Roy Lassiter   | D.C. United        |
| Agosto   | Stern John     | Columbus Crew      |
| Setembro | Diego Serna    | Miami Fusion       |

### Prêmios Individuais
| Prêmio          | Jogador                | Clube         |
| --------------- | ---------------------- | ------------- |
| Melhor Jogador  | Marco Etcheverry       | D.C. United   |
| Maior Pontuador | Stern John - (57 Pts.) | Columbus Crew |
| Defensor do Ano | Lubos Kubik            | Chicago Fire  |
| Goleiro do Ano  | Zach Thornton          | Chicago Fire  |
| Novato do Ano   | Ben Olsen              | D.C. United   |
| Técnico do Ano  | Bob Bradley            | Chicago Fire  |
| Gol do Ano      | Brian McBride          | Columbus Crew |
| Fair Play       | Thomas Dooley          | Columbus Crew |

## Estatísticas

### Maiores Pontuadores
| Posição | Jogador             | Clube                  | Gols | Assistências | Pontuação |
| ------- | ------------------- | ---------------------- | ---- | ------------ | --------- |
| 1       | Stern John          | Columbus Crew          | 26   | 5            | 57        |
| 2       | Cobi Jones          | Los Angeles Galaxy     | 19   | 13           | 51        |
| 3       | Welton Melo         | Los Angeles Galaxy     | 17   | 11           | 45        |
| 4       | Roy Lassiter        | D.C. United            | 18   | 8            | 44        |
|         | Raúl Díaz Arce      | New England Revolution | 18   | 8            | 44        |
| 6       | Jaime Moreno        | D.C. United            | 16   | 11           | 43        |
| 7       | Mauricio Cienfuegos | Los Angeles Galaxy     | 13   | 16           | 42        |
| 8       | Marco Etcheverry    | D.C. United            | 10   | 19           | 39        |
| 9       | Ronald Cerritos     | San Jose Clash         | 13   | 12           | 38        |
| 10      | Eduardo Hurtado     | NY/NJ MetroStars       | 11   | 15           | 37        |

- O marcador é calculado da seguinte forma: 2 pontos por um gol e um ponto para um passe.

### Artilheiros
| Posição | Jogador                | Clube                  | Gols |
| ------- | ---------------------- | ---------------------- | ---- |
| 1       | Stern John             | Columbus Crew          | 26   |
| 2       | Cobi Jones             | Los Angeles Galaxy     | 19   |
| 3       | Roy Lassiter           | D.C. United            | 18   |
|         | Raúl Díaz Arce         | New England Revolution | 18   |
| 5       | Welton Melo            | Los Angeles Galaxy     | 17   |
| 6       | Jaime Moreno           | D.C. United            | 16   |
| 7       | Giovanni Savarese      | NY/NJ MetroStars       | 14   |
| 8       | Wolde Sealassie Harris | Colorado Rapids        | 13   |
|         | Mauricio Cienfuegos    | Los Angeles Galaxy     | 13   |
|         | Ronald Cerritos        | San Jose Clash         | 13   |

### Líderes de Assistências
| Posição | Jogador             | Clube                  | Assistências |
| ------- | ------------------- | ---------------------- | ------------ |
| 1       | Marco Etcheverry    | D.C. United            | 19           |
| 2       | Mauricio Cienfuegos | Los Angeles Galaxy     | 16           |
| 3       | Eduardo Hurtado     | NY/NJ MetroStars       | 15           |
|         | Joe-Max Moore       | New England Revolution | 15           |
| 5       | Jerzy Podbrożny     | Chicago Fire           | 14           |
|         | Martín Machón       | Los Angeles Galaxy     | 14           |
| 7       | Adrián Paz          | Colorado Rapids        | 13           |
|         | Cobi Jones          | Los Angeles Galaxy     | 13           |
|         | Preki               | Kansas City Wizards    | 13           |

### Estatística dos Goleiros
(Mínimo 1,000 minutos)
| No. | Jogador          | Clube               | Jogos | Minutos | Gols Sofridos | Percentual de GS |
| --- | ---------------- | ------------------- | ----- | ------- | ------------- | ---------------- |
| 1   | Zach Thornton    | Chicago Fire        | 25    | 2076    | 27            | 1.17             |
| 2   | Kevin Hartman    | Los Angeles Galaxy  | 29    | 2544    | 39            | 1.38             |
| 3   | Scott Garlick    | D.C. United         | 25    | 2205    | 35            | 1.43             |
| 4   | Mike Ammann      | Kansas City Wizards | 27    | 2430    | 42            | 1.56             |
| 5   | David Kramer     | San Jose Clash      | 24    | 2125    | 39            | 1.65             |
| 6   | Thomas Ravelli   | Tampa Bay Mutiny    | 23    | 2053    | 38            | 1.67             |
| 7   | Juergen Sommer   | Columbus Crew       | 21    | 1890    | 35            | 1.67             |
| 8   | Mark Dodd        | Dallas Burn         | 25    | 2205    | 42            | 1.71             |
| 9   | Marcus Hahnemann | Colorado Rapids     | 28    | 2520    | 52            | 1.86             |
| 10  | Jeff Cassar      | Miami Fusion        | 21    | 1890    | 41            | 1.95             |

### Estatística dos Técnicos
| Técnico          | Clube                  | Vitórias | Derrotas | PCT.  | PTS. | VSH |
| ---------------- | ---------------------- | -------- | -------- | ----- | ---- | --- |
| Octavio Zambrano | Los Angeles Galaxy     | 24       | 8        | 0.750 | 68   | 2   |
| Bruce Arena      | D.C. United            | 24       | 8        | 0.750 | 58   | 7   |
| Bob Bradley      | Chicago Fire           | 20       | 11       | 0.645 | 56   | 2   |
| Glenn Myernick   | Colorado Rapids        | 16       | 16       | 0.500 | 44   | 2   |
| Tom Fitzgerald   | Columbus Crew          | 15       | 17       | 0.469 | 45   | 0   |
| Dave Dir         | Dallas Burn            | 15       | 17       | 0.469 | 37   | 4   |
| Alfonso Mondelo  | NY/NJ MetroStars       | 14       | 17       | 0.452 | 38   | 2   |
| Brian Quinn      | San Jose Clash         | 13       | 19       | 0.406 | 33   | 3   |
| Ron Newman       | Kansas City Wizards    | 12       | 20       | 0.375 | 32   | 2   |
| Tim Hankinson    | Tampa Bay Mutiny       | 9        | 8        | 0.529 | 25   | 1   |
| Thomas Rongen    | New England Revolution | 8        | 18       | 0.308 | 20   | 2   |
| Carlos Cordoba   | Miami Fusion           | 8        | 11       | 0.421 | 14   | 5   |
| Ivo Wortmann     | Miami Fusion           | 7        | 6        | 0.538 | 21   | 0   |
| Walter Zenga     | New England Revolution | 3        | 3        | 0.500 | 9    | 0   |
| John Kowalski    | Tampa Bay Mutiny       | 3        | 12       | 0.200 | 9    | 0   |
| Bora Milutinovic | NY/NJ MetroStars       | 1        | 0        | 0.100 | 1    | 1   |

### Público
| Clube                  | Jogos | Público Total | Média Por Jogo |
| ---------------------- | ----- | ------------- | -------------- |
| Chicago Fire           | 16    | 286,190       | 17,886         |
| Colorado Rapids        | 16    | 236,995       | 14,812         |
| Columbus Crew          | 16    | 196,394       | 12,274         |
| D.C. United            | 16    | 256,127       | 16,007         |
| Dallas Burn            | 16    | 175,162       | 10,947         |
| Kansas City Wizards    | 16    | 129,163       | 8,072          |
| Los Angeles Galaxy     | 16    | 348,549       | 21,784         |
| NY/NJ MetroStars       | 16    | 264,316       | 16,519         |
| Miami Fusion           | 16    | 164,548       | 10,284         |
| New England Revolution | 16    | 307,004       | 19,187         |
| San Jose Clash         | 16    | 218,450       | 13,653         |
| Tampa Bay Mutiny       | 16    | 164,999       | 10,312         |
| Total                  | 160   | 2,747,897     | 14,311         |